# Paul Térade

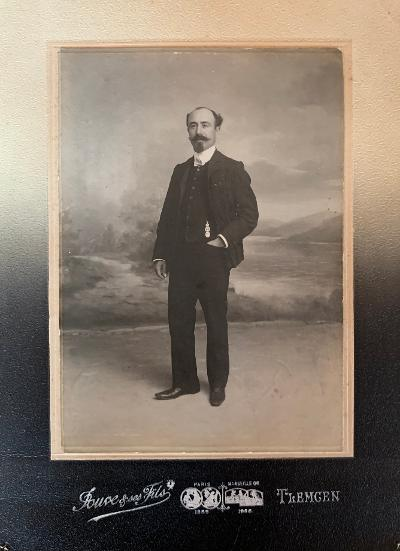
Paul Térade en 1902 Photographie Jouve & ses Fis Tlemcen.

Paul Ovide Gabriel Térade est un architecte et un artiste peintre français né à Paris le 9 octobre 1869 et mort à Douéra en Algérie française le 1er juillet 1954.

## Biographie

### Jeunesse et formation
Paul Térade naît dans le 17e arrondissement de Paris, dans l'ancien département de la Seine. Il est le fils d'Ovide Anatole Térade, comptable, et de Catherine Théona Marie Robert, couturière. Sa famille est originaire de Clermont-Ferrand dans le Puy-de-Dôme.
Entré comme élève boursier à 13 ans au collège Chaptal à Paris dans le VIII, aujourd'hui lycée Chaptal, il y obtient à 15 ans son brevet d'instruction secondaire et à 18 et 19 ans deux baccalauréats, ès Lettres d'abord puis ès Sciences, à l'époque subordonné à l'obtention du baccalauréat ès Lettres.
Après son service militaire de trois ans, Paul Térade entre en 1891 à l'École nationale des beaux-arts de Paris, section architecture, dans l'atelier de Gaston Fernand Redon, architecte français, prix de Rome, et parallèlement en section peinture. Il complète sa formation par des cours pratiques à l'École nationale des arts décoratifs de Paris.  A l'issue de cette double formation d’artiste et de praticien, il obtient en 1894 son diplôme d'architecte reconnu par l’État.
Enfin, il est diplômé de l'École nationale des arts industriels de Roubaix fondée par Ferdinand Dutert, architecte, ancien élève de l’École nationale des beaux-arts, deux fois lauréat du premier grand prix de Rome.
D'une première liaison, Paul Térade a trois enfants : un premier fils né en 1894, engagé volontaire en mai 1914 et mort pour la France en décembre 1917, puis une fille née en 1896 et un deuxième fils né en 1898, médaillé militaire, aviateur-mécanicien qui meurt dans l'accident de son avion dans la Manche près de Folkestone au Royaume-Uni en 1928.
En 1902, Paul Térade se marie, à Tlemcen et a de ce mariage, une fille née en 1910.

### Architecte et artiste peintre

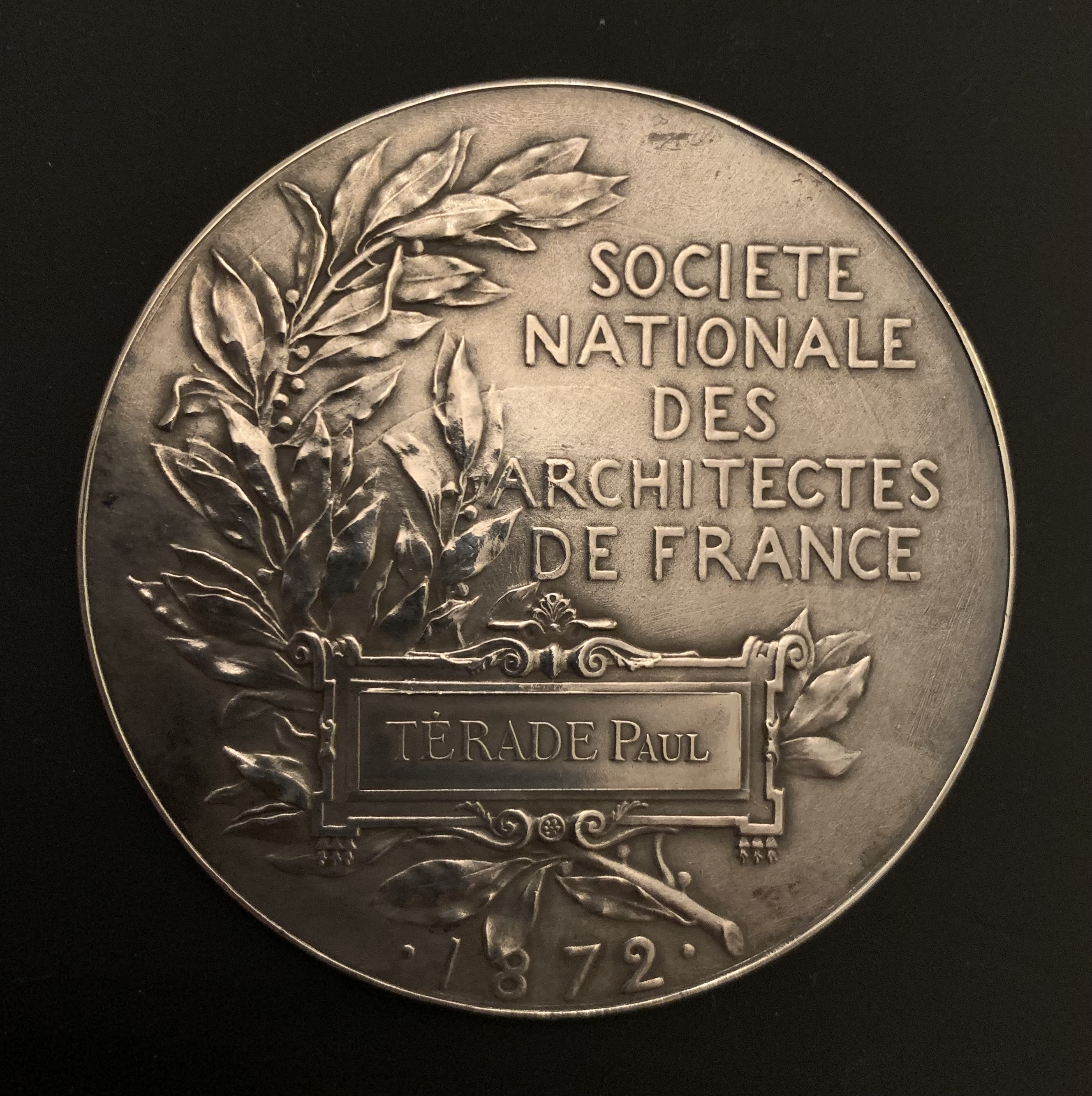
Médaille de la Société nationale des architectes de France attribuée à Paul Térade.

À 25 ans en 1894, Paul Térade, tout jeune architecte, entre comme commis de chantier puis métreur à l'Agence des bâtiments nationaux dont les architectes sont Garnier, Nachon, Garreau et d'autres, au 5 de la rue Gluck à Paris, à l'arrière de l’opéra Garnier où se trouvait initialement l'Agence des travaux de l'Opéra de Charles Garnier.
Membre de la Société nationale des Architectes de France fondée en 1872 par Stanislas Ferrand et ayant acquis en 1896 sa patente d'architecte à Paris et en Algérie, Paul Térade s'installe comme « Architecte DSN et AD » (Diplômé Société nationale et Arts décoratifs) en Algérie où sont établis son oncle maternel, Officier d'administration du service de l'habillement et du campement, chevalier de la Légion d'honneur, sa tante et ses cousins germains dont l'un épousera sa sœur après la Première Guerre mondiale.
Il ouvre un cabinet d'architecture à Oran, « Constructions modernes »,,, puis à Tlemcen, l'« Agence des travaux de Tlemcen ». Il est expert près les tribunaux pour la Société La Foncière à Paris de 1895 à 1897 puis à Tlemcen à partir de 1900. Directeur des travaux de la ville du 1er mai 1919 au 1er juillet 1921, il est entre autres chargé de la restauration et de la conservation des monuments historiques de la ville, notamment du mausolée et de la mosquée de Sidi Boumediene de Tlemcen ou de l'ensemble monumental de Mansourah.
En 1900, Paul Térade est l'architecte conseil de l’explorateur Louis Jean-Baptiste Say (1852-1915), enseigne de vaisseau, qui durant neuf ans, crée ex nihilo une petite ville et un port à 1 500 mètres de la frontière algéro-marocaine sous le nom de Port-Say, aujourd'hui Marsa Ben M'Hidi limitrophe et séparé de Saïdia au Maroc par l'oued Kiss.

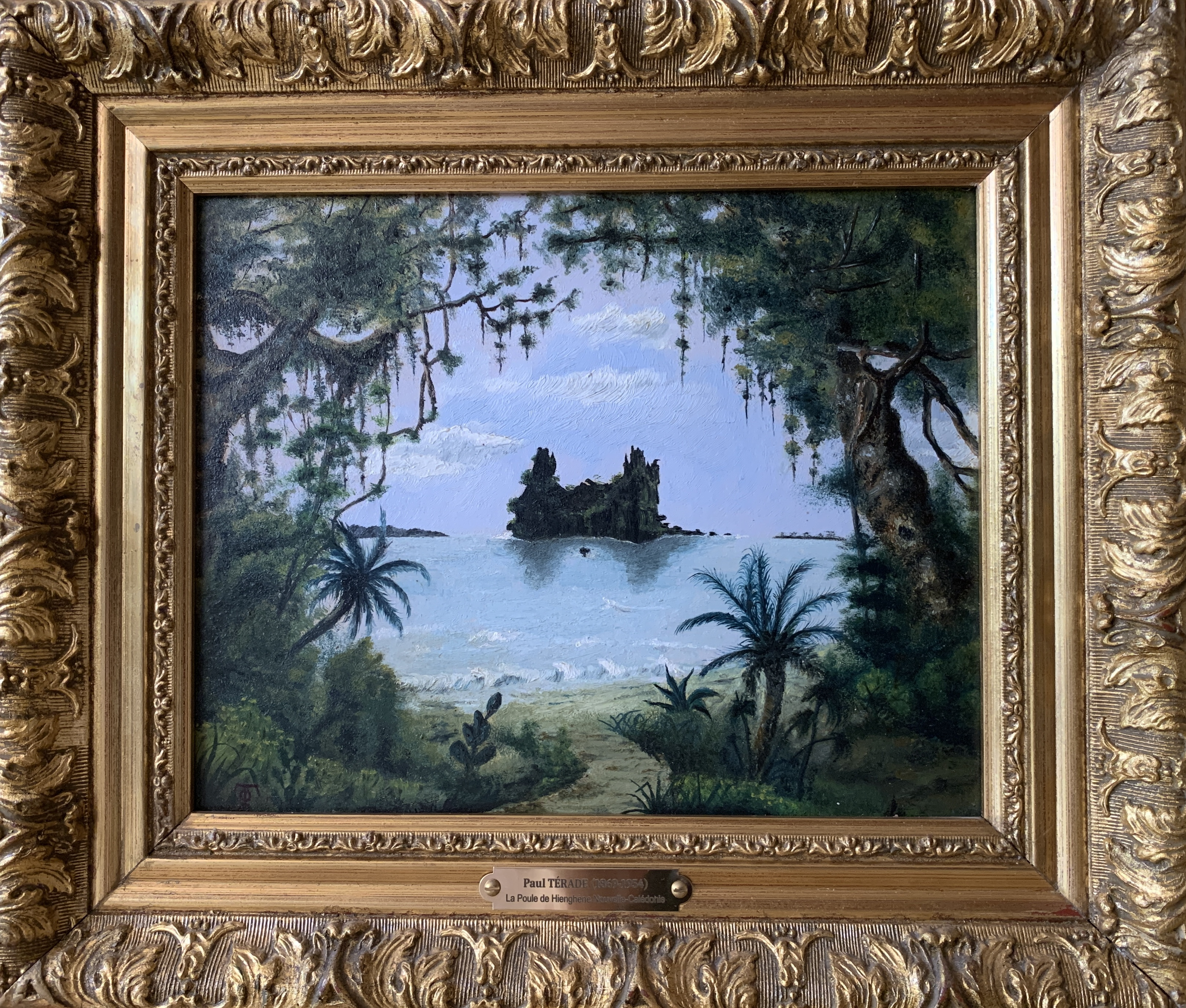
Paul Térade, La Poule de Hienghène (1890, Nouvelle-Calédonie, huile sur panneau de bois 22 cm x 25 cm).

Tout en poursuivant sa carrière d'architecte et souvent au service des chantiers qu'il dirige, Paul Térade peint beaucoup de tableaux, tableaux orientalistes le plus souvent, notamment des monuments de la région de Tlemcen : la Mansourah, le marabout de Sidi-Louahb ou celui de Sidi-Yacoub... mais il peint aussi des paysages de l'Oranie comme les falaises Gambetta d'Oran. Il expose dans divers salons à Oran et à Tlemcen.

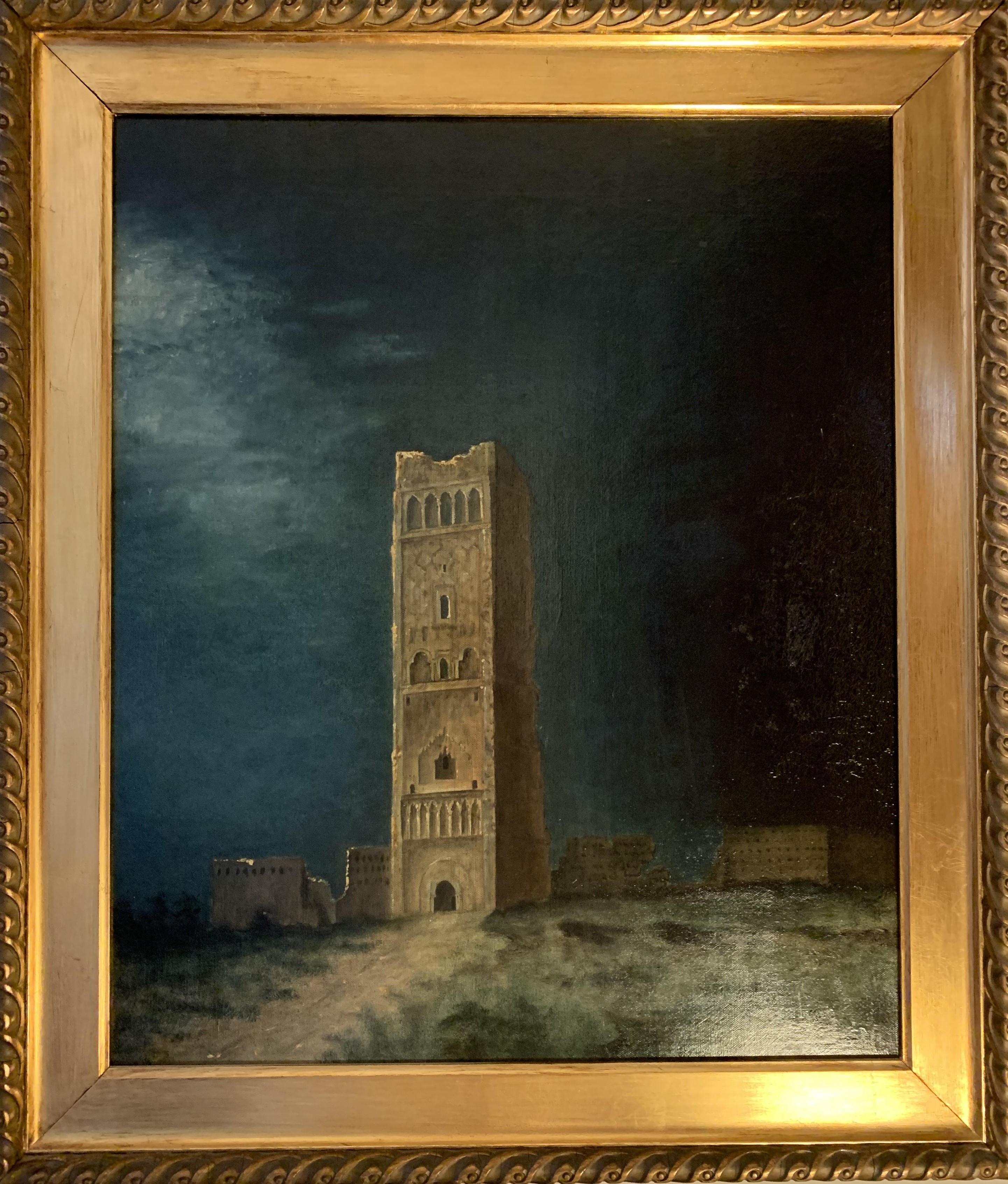
Paul Térade, La Mansourah (1906, Tlemcen, Algérie, huile sur toile, 55 cm x 65 cm).

### Militaire
Paul Térade est architecte et peintre, mais il est aussi officier dans l’armée.
Le 12 novembre 1888 à Paris, à 19 ans, il s'engage volontairement pour 5 ans dans le 3e régiment d’Infanterie de Marine comme soldat de 2e classe et durant trois ans passe au 12e, au 2e puis au 6e régiment d'Infanterie de Marine tout en étant promu caporal fourrier (caporal-chef dans la marine) puis sergent. Sur ses trois ans de service actif, il séjourne du 4 août 1889 au 19 septembre 1891 en Nouvelle-Calédonie comme Secrétaire de missions topographiques aux colonies, après avoir parcouru les mers pour s'y rendre du 11 mai au 3 août 1889 sur le Magellan (navire militaire construit et lancé en 1884 par les Chantiers de la Loire à Saint-Nazaire pour le transport de 400 forçats en Nouvelle-Calédonie et de 500 passagers de Brest à Rochefort puis Nouméa) et pour en revenir du 20 septembre au 31 octobre 1891 sur l'Océanien, paquebot de la Compagnie des Messageries Maritimes. Durant son séjour en Nouvelle-Calédonie, il parcourt les îles de l'archipel dans le cadre de sa mission de topographie et il ne cesse de peindre des tableaux en représentant les paysages les plus emblématiques, notamment la « Poule de Hienghène » appelée aussi « Les tours de Notre-Dame ».
Paul Térade est libéré du service actif le 12 novembre 1891 avec le grade de sergent et un certificat de bonne conduite.
Engagé volontaire le 30 octobre 1914 pour la durée de la guerre au titre du 1er régiment de Zouaves, il arrive au corps le 3 novembre 1914. Durant la Première Guerre mondiale il est affecté au 2e régiment de Zouaves avec le grade de sous-lieutenant puis de lieutenant.
Le 10 mai 1918 à 18 h 30, Paul Térade embarque à Bizerte en Tunisie, à bord du Sant’Anna pour Salonique via Malte, le navire de la Compagnie Cyprien Fabre étant réquisitionné par le transit maritime et militaire. Il y a à bord 2025 passagers, Français, Annamites, Grecs, Kabyles et Sénégalais. Le 11 mai 1918 à 3 h 15 dans la nuit, dans le Canal de Sicile à quasiment mi-chemin entre Bizerte et la Sicile, le Sant’Anna est attaqué par un sous-marin allemand, provoquant une très forte explosion à bord. Le rapport du capitaine précise : « Le navire prend aussitôt de la gîte sur bâbord, puis se redresse, gîte sur tribord et s’enfonce… Donné l’ordre de sauve qui peut général en demandant aux officiers et soldats encore à bord de se munir de leurs brassières de sauvetage. ». Des petits navires britanniques de défense avec des capacités anti-sous-marines, les sloop-of-war, approchent du lieu de la catastrophe et sauvent des naufragés survivants avant que n’arrivent le contre-torpilleur français Catapulte, une canonnière anglaise ainsi que le chalutier français Saint-Jean et d'autres navires qui prennent en charge et débarquent les 1 420 rescapés à Bizerte, le naufrage ayant fait 605 disparus. Le capitaine du Sant’Anna termine son rapport en écrivant : « Je rends hommage à la brillante conduite des officiers de mon état-major qui, dans cette terrible catastrophe, ont fait preuve d'un admirable sang-froid, d’un grand courage et d'une véritable abnégation (…). Je signale aussi la belle conduite du lieutenant Térade, du 2e zouave, qui a pris le commandement de la dernière embarcation, le canot 7 et a quitté le bord avec 70 personnes. ».
Pour son courage et son dévouement héroïque, Paul Térade reçoit la croix de guerre avec palme de bronze, étant cité à l’ordre de l’armée dans les termes suivants (J.O. 3 juillet 1918, p. 5777) : « Lors de l'évacuation de son bâtiment torpillé, s'est signalé par son courage et a fait preuve des plus belles qualités de commandement et d'énergie dans l'organisation du sauvetage du personnel. ».
Le 18 mai 1919, Paul Térade reçoit dans le grand amphithéâtre de la Sorbonne à Paris, sa Médaille d'or de la Société centrale de sauvetage des naufragés (SCSN) ainsi que son diplôme cosigné par le lieutenant de vaisseau honoraire Gabriel Henry Granjon de Lépiney, administrateur-délégué de la SCSN, et le vice-amiral Charles Philippe Touchard, président de la SCSN. Le diplôme porte la mention : « Médaille d’or décernée au lieutenant Térade Paul du 2e Zouaves - A grandement contribué au sauvetage du personnel du Sant’Anna torpillé - 11 mai 1918 ».
Paul Térade est mis en congé illimité de démobilisation le 16 décembre 1918. L'architecte et peintre reprend dès le début de 1919 ses activités professionnelles civiles, mais le lieutenant de réserve continue à servir l'armée en s'investissant dans les amicales militaires et notamment dans l'Amicale des Anciens de la Légion étrangère de Tlemcen.
En 1928, alors que le colonel Rollet, commandant du 1er régiment étranger d'infanterie à Sidi-bel-Abbès, souhaite depuis 1927 l'édification d'un monument aux morts célébrant le centenaire de la Légion étrangère créée en 1831, Paul Térade fonde la société « Les onyx de Tlemcen » qui « a pour objet l'exploitation des carrières de marbre, onyx d’Algérie, albâtre, pierres calcaires, quartz blanc siliceux, ainsi que le traitement, la transformation et le commerce de tous les produits de ces carrières sous leur forme naturelle ou applications à tous usages industriels, commerciaux et artistiques ». Les bureaux, salles d'échantillonnage, atelier de dessin, modèles et maquettes de laboratoire, sont installés au siège de la société, au 16 rue Tédeschi à Tlemcen. C’est ainsi que l'architecte et militaire Paul Térade, facilite le prélèvement de l'onyx dans la montagne de Sidi-Hamza entre le village de Lamoricière (aujourd’hui Ouled Mimoun) et Tlemcen, servant à la réalisation des plaques d’onyx qui recouvrent entièrement le cénotaphe du Monument aux morts de la Légion étrangère de Sidi-bel-Abbès, aujourd'hui à Aubagne, édifié d’octobre 1930 à avril 1931.
En 1937, par décret du 30 juin (J.O. 3 juill. 1918, p. 5.777), Paul Térade, lieutenant au centre de mobilisation d’artillerie no 2, est nommé chevalier de la Légion d’honneur pour 48 ans 10 mois et 20 jours de services civils et militaires.  Son diplôme porte la mention : « TÉRADE (Paul-Ovide-Gabriel), lieutenant au centre de mobilisation d'artillerie no 2 ; 48 ans de services, 4 campagnes. A été cité. ».
Mobilisé le 22 août 1939 à Tlemcen, l'officier de réserve Paul Térade, se met à l’âge de 70 ans, de nouveau à la disposition de l'armée et se voit attribuer la Croix des services militaires volontaires, récompensant les services accomplis au cours des périodes d'instruction volontaire par les réservistes de l'armée de terre.

## Distinctions
- Chevalier de la Légion d'honneur avec traitement (1937)
- Croix de guerre 1914-1918, palme de bronze (citation à l'ordre de l’armée)
- Médaille coloniale avec agrafes Nouvelle-Calédonie et Sud-Tunisien
- Médaille d'or de la Société centrale de sauvetage des naufragés (18 mai 1919)
- Officier du Nichan Iftikhar (1er juin 1917 pour missions dans le Sud tunisien)
- Croix des services militaires volontaires (1939)[25]